# 山室 (富士見市)
山室（やまむろ）は、埼玉県富士見市の町名。現行行政地名は山室一丁目および二丁目。二丁目のみ住居表示実施地区。郵便番号は354-0022。

## 地理
富士見市の中央部に位置する。一丁目は新河岸川沿いの沖積平野（荒川低地）で、二丁目は主に武蔵野台地の縁辺部の高台となっている。地内の低地を山室排水路が流れる。東武東上本線鶴瀬駅東口から北東に1キロほど離れている。主に住宅地となっている。2015年4月10日にはららぽーと富士見が開業した。山室二丁目に富士見市指定文化財である「コロボックルの碑」（貝塚稲荷旧跡碑）がある。

## 歴史

### 沿革
- 1973年（昭和48年）11月1日 - 住居表示の実施により[8]、大字鶴馬の一部から山室一丁目および二丁目が成立[5]。なお、住居表示は山室二丁目で行なわれ、その一部に未実施区域がある[4]。
- 1981年（昭和56年）8月1日 - 地内に国道254号富士見川越有料道路が建設され、開通する。
- 2009年（平成21年）8月1日 - 地内の富士見川越有料道路が無料開放され、「富士見川越バイパス」に改称される。
- 2011年（平成23年）4月1日 - 地内に富士見すくすく保育園が開園する[9]。
- 2015年（平成27年）4月10日 - 地内にららぽーと富士見が建設され、開業する。

## 世帯数と人口
2017年（平成29年）9月30日現在の世帯数と人口は以下の通りである。
| 丁目       | 世帯数    | 人口    |
| ---------- | --------- | ------- |
| 山室一丁目 | 236世帯   | 543人   |
| 山室二丁目 | 874世帯   | 2,162人 |
| 計         | 1,110世帯 | 2,705人 |

## 小・中学校の学区
市立小・中学校に通う場合、学区（校区）は以下の通りとなる。
| 丁目       | 番地 | 小学校               | 中学校             |
| ---------- | ---- | -------------------- | ------------------ |
| 山室一丁目 | 全域 | 富士見市立諏訪小学校 | 富士見市立東中学校 |
| 山室二丁目 | 全域 | 富士見市立諏訪小学校 | 富士見市立東中学校 |

## 交通

### 鉄道
地内に鉄道は敷設されていない。東武東上本線鶴瀬駅とふじみ野駅が徒歩圏内にある。また、ららぽーと富士見と鶴瀬駅東口、ふじみ野駅東口、志木駅東口、JR・埼玉新都市交通伊奈線・東武野田線大宮駅西口、JR埼京線南与野駅西口が路線バスで結ばれている。

### 道路
- 国道254号富士見川越バイパス
- 埼玉県道334号三芳富士見線

上記の2つの道路が大字鶴馬との境界線になっている。

## 施設
1丁目
- ららぽーと富士見
- 山室集会所

2丁目
- きたはら幼稚園
- 富士見すくすく保育園
- 山室緑地公園
- 富士見市役所第3保育所

この他町内にはないが、富士見市役所と富士見市民文化会館キラリ☆ふじみが、町域の境界線となる県道334号を挟んでららぽーと富士見の向かい側（鶴馬）に所在する。また、この2つの施設に富士見市民総合体育館と富士見市立中央図書館が隣接している。

## その他
- 山室遺跡 - 縄文前期の貝塚。山室2丁目と羽沢1丁目に跨る。
- 貝塚山遺跡 - 縄文前期の貝塚。山室2丁目と渡戸1丁目に跨る。